# Картвелишвили, Лаврентий Иосифович
Лаврентий Иосифович Картвелишвили (псевдоним Лаврентьев) (груз. ლავრენტი იოსების ძე ქართველიშვილი; 16 (28) апреля 1890, село Ианети, Тифлисская губерния, Российская империя — 22 августа 1938, Москва) — советский политический и партийный деятель, революционер.

## Биография
Родился 16 (28) апреля 1890 года в селе Ианети Тифлисской губернии в семье крестьянина.
В революционном движении с 1905. Член РСДРП с 1910 года. С 1911 года обучался в Киевском коммерческом институте, который окончил в 1914 году. В 1915—1916 годах вёл партийную работу в Саратове.
В период Октябрьской революции находился в Киеве. Один из организаторов борьбы за Советскую власть на Украине. В 1917—1918 годах председатель Киевского городского райкома партии. С мая 1918 член Временного всеукраинского комитета Рабочей коммунистической партии. В июле — октябре 1918 года член ЦК КП(б) Украины. В ноябре 1918 — апреле 1919 года член Одесских подпольных обкома и горкома партии, член Одесского ревкома. По поручению подпольного обкома возглавил всю издательскую работу большевистской организации Одессы, занятой тогда войсками Антанты, обеспечивал издание газет, листовок, воззваний, добывал необходимые материалы, сам писал листовки и статьи. В апреле — августе 1919 года секретарь Одесского обкома КП(б)У. Осенью 1919 года член Реввоенсовета Южной группы войск 12-й армии. В 1920 году заведующий орготделом Одесского обкома и редактор газеты «Коммунист». В 1921—1923 годах секретарь Киевского губкома КП (б) У. В 1923—1928 — 1-й секретарь ЦК КП (б) Грузии, 2-й секретарь ЗакКрайкома ВКП(б), затем Председатель СНК Грузии. В 1929—1931 годах начальник Политуправления Украинского военного округа, 2-й секретарь ЦК КП(б)У. .
В 1931—1932 годах секретарь Западно-Сибирского, в 1932—1933 годах — Восточно-Сибирского, в 1933—1936 годах — Дальневосточного крайкома, член Военного совета Особой Дальневосточной армии. С 28 декабря 1936 года секретарь Крымского обкома ВКП(б) (15 января 1937 года официально освобождён от должности 1-го секретаря Далькрайкома).
Делегат 10—17-го съездов партии (кроме 12-го). На 16-м съезде был избран кандидатом в члены ЦК, на XVII съезде — членом ЦК ВКП(б).
22 июня 1937 года был арестован. Показания на него дал П. П. Постышев. 20 июля 1937 года Л. П. Берия, возглавлявший тогда партийную организацию Закавказья, направил И. В. Сталину записку, в которой сообщал о раскрытии в Грузии подпольной группы «правых», в которой состоял и Лаврентьев-Картвелишвили

## Гибель
В своём докладе на XX съезде КПСС Н. С. Хрущёв объяснил гибель Л. И. Картвелишвили его давним конфликтом с Л. П. Берией и приводил в качестве доказательства записку репрессированного большевика Снегова. Тот утверждал, что в 1931 году на заседании руководства Заккрайкома в Москве, где Сталин предложил на пост первого секретаря края Картвелишвили, а на пост второго секретаря края Л. П. Берию, Картвелишвили резко возразил Сталину и отказался работать с Берией (существует версия, что он заявил: «Я с этим шарлатаном работать не буду»), после чего был устранён из Закавказья, подвергнут критике и переведён на партийную работу в Сибирь. В 1937—1938 под руководством Берии в Грузии и Закавказье были уничтожены все соратники Картвелишвили. Его обвинили и в подготовке теракта против Л. П. Берии. Ряд авторов утверждает, что Картвелишвили знал о службе Л. П. Берии в мусаватистской контрразведке и о том, что тот склонен не только к интригам, но и к быстрым расправам над своими противниками, что и стало мотивом его антибериевского демарша. Однако версия о том, что Лаврентьев-Картвелишвили стал жертвой именно конфликта с Берией, не выдерживает критики фактами, к тому же сам Берия никогда не скрывал своего сотрудничества в контрразведке мусаватистов.
Л. И. Картвелишвили был обвинён в «сочувствии троцкизму», шпионаже в пользу Германии, Японии, Англии и других иностранных держав, участии в заговоре, направленном на свержение Советской власти и на организацию убийства И. В. Сталина, Н. И. Ежова и других руководителей государства.
Лаврентий Иосифович Картвелишвили (Лаврентьев) был расстрелян 22 августа 1938 года на полигоне Коммунарка в день вынесения ему смертного приговора Военной коллегией Верховного суда СССР. В феврале 1956 года был полностью реабилитирован и восстановлен в партии.

## Семья
- Первая жена — Роза Марковна Лучанская. Персональный пенсионер республиканского значения.
- Вторая жена (1930—1938) —  Ольга Никитична Лаврентьева-Картвелишвили, арестована 28.09.1937 г. НКВД Крыма, ст. 58-12 УК РСФСР: социально-опасный элемент, осуждена 12.10.1939 г. ОСО при НКВД СССР к 5 годам ИТЛ, реабилитирована 22.03.1956 г. Верховным Судом СССР[13]

## Память
В 1967—2015 годах нынешняя улица Владимира Покотило в Киеве носила имя Картвелишвили.